# کونینکلیک تی‌ان‌تی پست
کونینکلیک تی‌ان‌تی پست (انگلیسی: Koninklijke TNT Post) شرکت پست هلندی است، که در سال ۱۷۵۲ تأسیس شد.